# Де Соуза, Себастьян
Себа́стьян Де́нис де Со́уза (англ. Sebastian Denis de Souza, род. 19 апреля 1993, Оксфорд) — английский актёр. Наиболее известен по роли Мэтти Левана в английском телесериале «Молокососы».

## Биография
Себастьян де Соуза родился в городе Оксфорд в графстве Оксфордшир, однако вырос в Боксфорде в графстве Беркшир. Он является вторым из двух сыновей Элинор Келли (англ. Elinor Kelly) и Криса де Соузы (англ. Chris de Souza), оперного продюсера португальско-индийского происхождения. Де Соуза с детства увлекался театром и музыкой, писал сценарии с малых лет. Он учился в Школе Святого Эдварда (англ. St Edward's School) в Оксфорде. С 2010 года де Соуза является членом Национального Молодёжного Театра (англ. National Youth Theatre).

## Фильмография
| Год       |     | Русское название       | Оригинальное название | Роль                |
| --------- | --- | ---------------------- | --------------------- | ------------------- |
| 2009      | док | Правда о преступлениях | The Truth About Crime | играет самого себя  |
| 2011—2012 | с   | Молокососы             | Skins                 | Мэтти Леван         |
| 2012—2013 | с   | Борджиа                | The Borgias           | Альфонсо Арагонский |
| 2014      | ф   | Пластик                | Plastic               | Рафа                |
| 2015      | с   | Пересекая черту        | Crossing Lines        | Маттео де Сабато    |
| 2016      | с   | Путь к выздоровлению   | Recovery Road         | Уэс Стюарт          |
| 2016      | ф   | Влюблённые дети        | Kids in Love          | Майло               |
| 2017      | ф   | Офелия                 | Ophelia               | Эдмунд              |
| 2018      | с   | Медичи                 | Medici                | Сандро Боттичелли   |
| 2020      | ф   | Пикси                  | Pixie                 | Гарет               |
| 2020      | с   | Нормальные люди        | Normal People         | Гарет               |
| 2020      | с   | Великая                | The Great             | Лев Воронский       |
| 2023      | ф   | Честная игра           | Fair Play             | Рори                |